# Agustín Elduayen
Agustín de Carlos Elduayen (San Sebastián, Guipúzcoa, España, 4 de agosto de 1964) es un exfutbolista español. Jugaba de portero y siempre lo hizo en la Liga Española. Disputó casi 180 partidos en la máxima categoría del fútbol español, a lo largo de 16 temporadas, en las que militó en 5 clubes diferentes.

## Trayectoria
Portero que se inició en la Real Sociedad siendo el primer portero que sustituyó al mítico Luis Miguel Arconada. Debido a la prometedora carrera que se le preveía fue fichado por el Atlético de Madrid donde no terminó de triunfar teniendo que emigrar al Real Burgos.
En el Real Burgos fue donde realmente consiguió demostrar su calidad como portero. Permaneciendo en el equipo durante tres años en los que consiguió, además de ser uno de los jugadores más queridos de la época, ser convocado por Vicente Miera para jugar con la selección española donde no llegó a debutar.
Tras el descenso del Real Burgos a segunda fue traspasado al Deportivo de la Coruña donde debido a la alta competitividad entre los porteros no tuvo mucha continuidad. Finalizó su carrera deportiva en el Real Valladolid donde apenás jugó.
Actualmente participa activamente en el equipo en pista cubierta del Deportivo de la Coruña, donde ganaron 2 veces la Liga y 2 la Copa de España. También entrenó en 2006 a un equipo de la regional gallega y más recientemente en escuelas de fútbol, aunque como declaró en una entrevista en 2010, su mayor preocupación es sacar adelante su empresa. 

## Selección nacional
Fue convocado por el seleccionador Vicente Miera para jugar con la Selección de fútbol de España aunque nunca llegó a debutar en partido oficial. Fue internacional en categorías inferiores.

## Clubes
| Club                   | País   | Año       |
| ---------------------- | ------ | --------- |
| Real Sociedad          | España | 1983-1986 |
| Atlético de Madrid     | España | 1986-1990 |
| Real Burgos            | España | 1990-1993 |
| Deportivo de la Coruña | España | 1993-1996 |
| Real Valladolid        | España | 1996-1999 |